# Čedar

Čedar (ang. cheddar cheese) je vrsta trdega sira, ki izvira iz jugozahodne Anglije.

## Značilnosti
Pravi kmečki čedar je vedno nekoliko kiselkast, z okusom mlečnega sladkorja in ima zelo bogato aromo. Na prerezu je testo bredo belo (ali rahlo rdečkasto, v kolikor je dodano naravno barvilo Anato - aditiv z oznako E160b), čvrsto, toda ne trdo in brez očesc. Okus in vonj sta čista in izrazita. Hlebec čedarja ima valjasto obliko, visok je od 13 do 18 cm, njegov premer pa meri 35 do 38 cm. Teža hlebca je odvisna od njegove velikosti in znaša med 18 in 19 kg, kmečki hlebi pa so težki okoli 25 kilogramov. Industrijski čedar je najpogosteje izdelan v velikih blokih.

## Zgodovina
Po nekaterih zgodovinskih virih naj bi čedar na otok prinesli Rimljani. Novi naseljenci so znanje izdelave tega sira prinesli v kraje, v katerih so se naseljevali, vendar je pravi čedar narejen v grofijah Somerset, Devon in Dorset.

## Proizvodnja
Pravi čedar izdelujejo iz surovega kravjega mleka, zorijo od 2 do 12 mesecev in vsebuje najmanj 48% maščobe v suhi snovi sira, 53% vode v nemaščobni snovi ter okoli 1,8% soli. Sodoben proces izdelave čedarja (ementalskega sira, grojerja itd.) je mehaniziran, vendar oprema ustreza vsem fazam postopka klasične izdelave.
Ker čedar ni zaščiten, izgublja dobro ime zaradi industrijske masovne proizvodnje, pa tudi izdelujejo ga praviloma iz pasteriziranega in posnetega mleka, premalo zorjenega, večinoma brez skorje, vakumsko pakiranega, včasih tudi zalitega v vosek.